# Burg Gardelegen
Die Burg Gardelegen – in Urkunden auch Isenschnibbe genannt, umgangssprachlich auch Isern-Schnibbe  – war eine im 10. Jahrhundert begründete Landesburg in Gardelegen im heutigen Sachsen-Anhalt. Sie befand sich von 1378 bis 1857 im Besitz der Familie von Alvensleben.

## Geschichte

### Frühe Geschichte
Unter dem Schutz der Burg entwickelte sich ab 1100 die Stadt Gardelegen, die es zu wirtschaftlicher Bedeutung brachte, ein kultiviertes Patriziat besaß und sich der Hanse anschloss. In 250 Brauhäusern braute man hier die „Garley“, Norddeutschlands ältestes Export-Bier. Während der Askanierzeit diente die Isenschnibbe den Markgrafen von Brandenburg als eine ihrer Residenzen. Ein Enkel Albrechts des Bären, Graf Heinrich († 1192), Gründer bedeutender Kirchen, wurde nach der Burg Gardelegen benannt. Er erscheint urkundlich erstmals 1186 als „Graf von Gardelegen“. Das ist zugleich die älteste Erwähnung Gardelegens. Den Askaniern folgten Welfen, Wittelsbacher und Luxemburger und das Haus Hohenzollern.

## Burg Gardelegen unter Alvenslebenscher Herrschaft
Lange Zeit blieb die Herrschaft unverlehnt, bis der stets geldbedürftige spätere Kaiser Sigismund Burg und Amt 1378 den Weißen Alvensleben auf Klötze verpfändete. Gebhard XIV. von Alvensleben (erwähnt 1393–1425) gehörte zu der Adelsfronde um die Brüder Quitzow, die sich den 1411 als Markgrafen von Brandenburg eingesetzten Hohenzollern widersetzten. 1414 eroberte Markgraf Friedrich I. die Burg und befestigte damit die Herrschaft der Hohenzollern in der westlichen Altmark. 1448 gab Kurfürst Friedrich II. Eisenzahn die Burg, die vorher nur Pfandbesitz war, Werner II. von Alvensleben als erbliches Lehen.
Mit dem Zoll und der halben städtischen Gerichtsbarkeit besaß die Burg bis in das 16. Jahrhundert ein halbsouveränes Verhältnis zur Stadt. Innerhalb Gardelegens verfügten die Burgherren über bedeutenden Häuserbesitz. Außerdem gehörten ihnen große Waldungen und von 31 ringsum gelegenen Dörfern einige ganz, andere zum Teil, darunter Kunrau mit weiten Moorgebieten des Drömling. Dazu kam, vor und nach der Reformation, die Schutzvogtei über das Zisterzienserinnenkloster Neuendorf mit Rechten in den zahlreichen Ortschaften des Abteibezirks. Fast alle Orte der Umgebung standen in Beziehungen zu den Herrschaften Gardelegen und Calbe. In Prozession pflegten die Herren der Isenschnibbe mit Gefolge zu den Gottesdiensten der Gardeleger Nicolaikirche zu erscheinen, in der sich noch ihre aus romanischer Zeit stammende Herrschaftsempore befand. Der den Wohlstand erhöhende Erbanfall der Hälfte des reichen Gerichts Erxleben 1554 fand ein sichtbares Zeichen in dem kunstvollen Gardeleger Epitaph für Valentin von Alvensleben (1529–1596), geschaffen 1597 von Jürgen und Hans Röttger, einem Hauptwerk der Braunschweiger Renaissancebildnerei. Es befand sich bis 1945 in der Nicolaikirche und wurde nach deren Zerstörung in der Marienkirche wieder aufgestellt.
Der Dreißigjährige Krieg, in dem Burg und Stadt Besatzungen wechselnder Mächte wie deren Befehlshaber, darunter Pappenheim, in ihren Mauern sahen, traf Gardelegen hart. Mit einer Hausfrau, Tochter des Venezianers Stechinelli, welfischen Drosten und Reichsfreiherrn auf Wieckenberg, kehrte das katholische Bekenntnis um 1700 vorübergehend auf die Isenschnibbe zurück.
1783 wurde die Burg abgetragen, einige Jahre zuvor auch schon der Bergfried. Anstelle der Burg errichtete man einen zweistöckigen Fachwerkbau im einfachen Landhausstil. Später wohnte dort Familie von Kröcher. Durch die Familie Bloch von Blottnitz wurde das Haus umgebaut. (Siehe Schloss Isenschnibbe)

### Rekonstruktionsbild

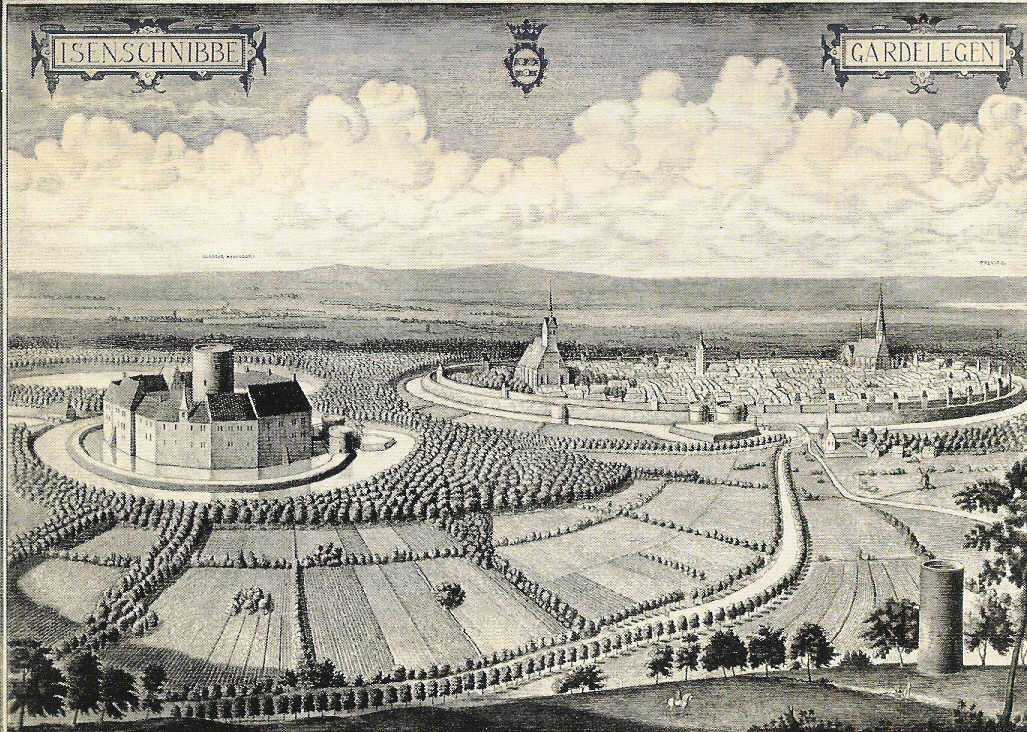
Burg Isenschnibbe und Stadt Gardelegen um 1600 – Zeichnung von Anco Wigboldus

Das Rekonstruktionsbild, aus einem Stich Matthäus Merians entwickelt, zeigt die Stadt im Kranz ihrer Befestigungen mit Nicolaikirche, Marienkirche und Rathausturm. Die heranführenden Straßen münden in das noch vorhandene Salzwedeler Tor. Über der mächtigen Wasserburg ist das Kloster Neuendorf sichtbar, 1230 gegründet. Als Schirmherren ließen sich die Alvensleben dort bis zur Reformation beisetzen, später in der Askaniergruft der Gardeleger Nicolaikirche. Am rechten Bildrande erkennt man den vor 1447 von den Burgherren angelegten Boitzendorfer Teich, einen Stausee von drei Kilometern Länge, an dessen Ufer ab 1692 die Barockgärten von Polvitz entstanden; im Hintergrunde Waldungen des brandenburgischen Hofjagdreviers Letzlingen, die – einst als „Gardeleger Heide“ bezeichnet – zur Burg gehörten. Ein doppeltes Grabensystem schützte die Isenschnibbe. Im Innenhof stand als ältestes Wahrzeichen der klobige Rundturm, daneben der mit einem Säulenpavillon geschmückte Brunnen. Das weitläufige Herrenhaus war drei Stockwerke hoch und barg im Kellergeschoss die noch erhaltene Burgkapelle. Alle Gebäude lehnten sich an die vieleckige Burgmauer, die vom runden inneren Graben umschlossen war, und bestanden in den Obergeschossen der Hofseite aus Fachwerk. Mit ihren wasserumgebenen Mantelmauernringen, denen sich die Bauten kreisförmig anfügten, und runden Bergfrieden im Innenhof stellten Isenschnibbe, Calvörde und das ursprüngliche Calbe den älteren Burgtypus dar. Über ihre Vorformen ist nichts Sicheres bekannt. Die rechteckigen Anlagen prägten die Landschaft, schienen aber späteren Datums zu sein. Da die Wirtschaftsräume einbezogen waren, fehlte eine eigentliche Vorburg. Von Süden her erfolgte der Zugang über vier Zugbrücken. Vor dem durch Rundbastionen flankierten Pforthaus auf dem Wall befand sich ein ravelinartiger Zwinger. Die Burgmühle wurde 1684 neu erbaut. Lust- und Nutzgarten sind bezeugt, hingegen nicht ihre Lage. Wie die Festungsgräben der Stadt wurden auch die der Burg durch die Milde und den hier einmündenden Lusbach gespeist. 1756 ließ man den Bergfried und 1784 die ganze Burg abtragen. Stattdessen wurde ein spätbarockes Herrenhaus errichtet.

## Schloss Weteritz
1831 verlegten die Burgherren ihren Wohnsitz von der Isenschnibbe nach Weteritz bei Gardelegen, wo ein Gartenarchitekt aus dem Umfeld von Peter Joseph Lenné das neu erbaute Herrenhaus mit einem Landschaftspark umgab. Vermögensverfall führte 1857 zum Verkauf des Rittergutes Weteritz an den herzoglich-anhaltischen Amtsrat Carl Heinrich Theodor Roth, dessen Familie den Besitz bis zur Enteignung 1945 bewirtschaftete. Adolph Menzel porträtierte die letzte Burgfrau als königliche Oberhofmeisterin für das Königsberger Krönungsbild von 1863. Schloss Weteritz mit seinem Park verfällt zusehends. Der Park erfährt kaum sichtbare Pflege, das schon einmal sanierte Schloss ebenso. Einige wenige Möbel, die sich bis 1945 im Schloss befanden, wurden 2009 durch die Erben der Familie Roth im Rathaus von Gardelegen entdeckt und teilweise zurückgeführt. Die Familie Roth hat ihre Spuren bis heute sichtbar im Park hinterlassen. Einige der Bäume, die aus vielen Ländern in vier Kontinenten zusammengetragen wurden, stehen noch im Park.
2016 wurde das Schloss an zwei Unternehmer verkauft. Diese planen laut Volksstimme vom 3. März 2016 die Einrichtung von Wohnungen, möglicherweise teilweise zum altersgerechten Wohnen.

## Schloss Isenschnibbe

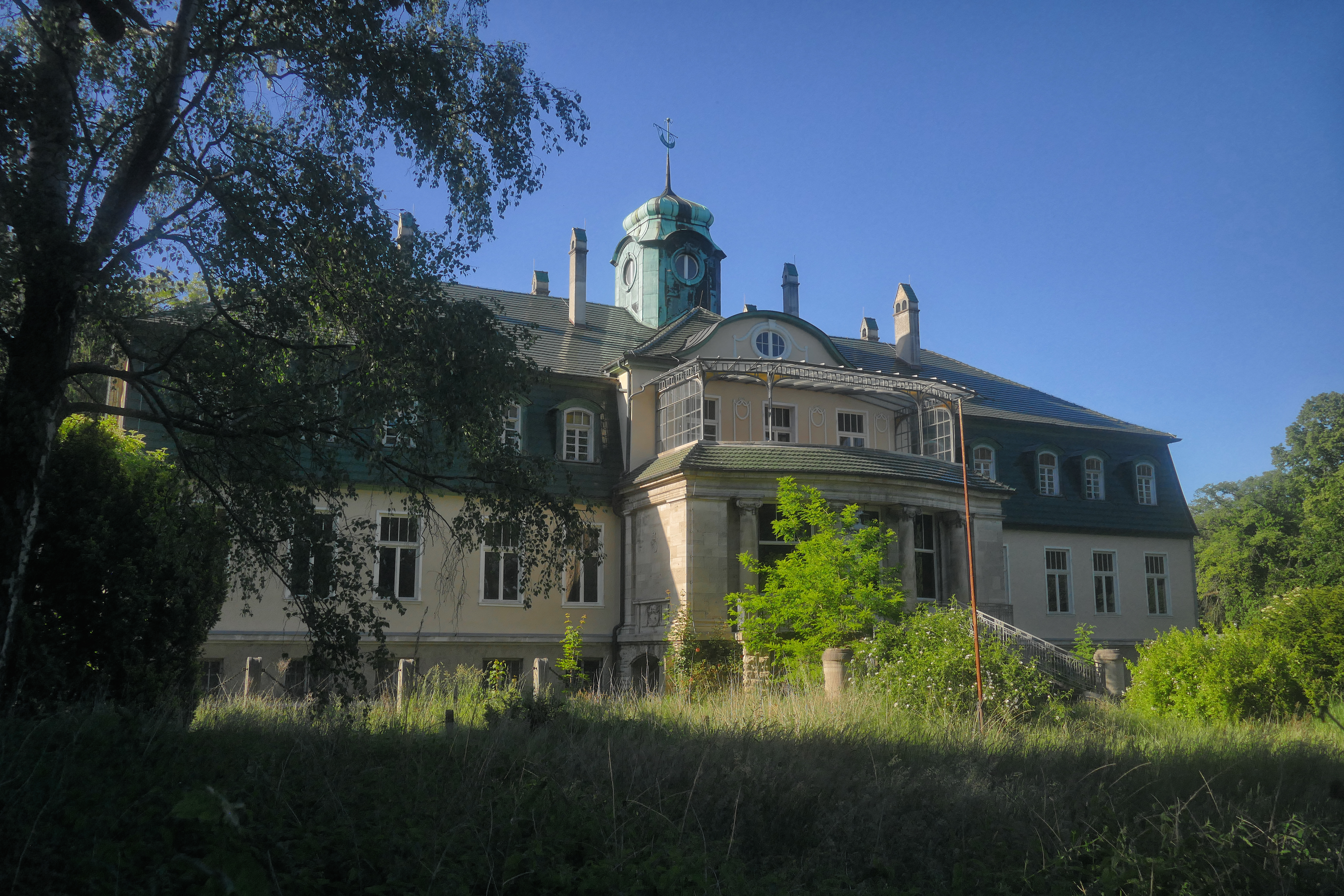
Schloss Isenschnibbe nach der Sanierung 2020

### Vom Landsitz bis zum Ende der DDR
Schloss Isenschnibbe war ab ca. 1905 im Besitz der Familie Bloch von Blottnitz. Sie spendete eine Rathaustür in Gardelegen, die noch heute zu sehen ist. Das Schloss war auch im Besitz der Familie von Kröcher, bekannte Personen hierzu waren Bertha von Kröcher und Jordan von Kröcher, beide auf der Isenschnibbe geboren. Die Blottnitzens veräußerten das Schloss 1939 an den Fürsten zur Lippe, der dieses selbst nie gesehen hatte. Letzte Bewohner waren die Bloch von Blottnitzens, die 1945 mit den Amerikanern nach Lüchow-Dannenberg flohen. Es sollen Inventar und andere wertvolle Gegenstände gerettet worden sein.
Zum Gut des Schlosses Isenschnibbe gehörte auch die Isenschnibber Feldscheune am nordöstlichen Stadtrand von Gardelegen, in der KZ-Wachmannschaften, Angehörige der Wehrmacht, des Reichsarbeitsdienstes, des Volkssturms und andere lokale Akteure in der Nacht vom 13. zum 14. April 1945 ein Massaker an 1016 KZ-Häftlingen verübten. US-amerikanische Streitkräfte, die Gardelegen am 14. April 1945 erreichten, entdeckten den Tatort in der Scheune des Gutes am darauffolgenden Tag.
Am Vorabend der Bodenreform von 1945 befand sich die Isenschnibbe im Besitz des Fürsten zur Lippe. Dann zog die sowjetische Kommandantur ein. Da das Schloss zunächst nicht als zu schützendes Denkmal eingestuft worden war, sollte es ursprünglich abgerissen werden. Dagegen intervenierte der Innenminister Robert Siewert bei der Bauleitung des Kreises Gardelegen: "Das Herrenhaus Isenschnippe darf nicht abgebrochen werden, da dort die Kreisparteischule der SED untergebracht ist."
In dieser Zeit wurde das Wappen auf dem Sandsteinkamin im Foyer herausgeschlagen. Dabei vergaß man aber die Darstellung im Speisesaal und an der äußeren Sandsteinfassade. Nach der Parteischule zog der VEB Saatgutbetrieb mit seinen Büros und einer Wohnung in das Schloss ein. So wurde es weitgehend in Stand gehalten und geheizt. Ende der 1980er Jahre wurde eine Heizung installiert. Diese hat Schäden verursacht, die nur schwer zu korrigieren sind.

### Von der Wendezeit bis heute
Nachdem die Rückführung an den Prinzen zur Lippe Anfang der 1990er Jahre gescheitert war (er hätte es kaufen müssen), versteigerte es die Treuhand. Es ging in den Besitz eines Gärtners und einer Krankenschwester über, die das Schloss offenbar als Renditeobjekt kauften. Es verfiel zusehends und wurde vergessen. Teilweise gingen noch vorhandene historische Teile verloren oder wurden verkauft, zum Beispiel Leuchter.
2007 kaufte die Familie Rothermel das Schloss. Seither versuchte sie, das Haus zu sanieren. Es ist das dritte Denkmalobjekt der Familie, das sie saniert. Im Jahr 2014 wurde die Dachsanierung mit Unterstützung durch EU-Fördermittel abgeschlossen. Danach folgte die Freitreppensanierung und die Instandsetzung der Dachterrasse, welche durch jahrelangen Wassereinbruch großen Schaden im Risalit des Hauses verursacht hatte. Gleiches geschah an der Rückseite des Hauses, hier durch ein anfängliches Loch in der Dachrinne. Es wurde der Hausschwamm entfernt und die Wand bis ins Obergeschoss abgetragen und wieder neu aufgemauert. Vorab hatte der Eigentümer die Idee, einen Förderverein zu gründen. Die Mitglieder starteten mit dem Freilegen des Parkgeländes und veranstalteten ein Osterfeuer und Führungen. Die Einnahmen wurden in die Reinigung des Sandsteinanbaues gesteckt und kamen so in voller Höhe dem Haus zugute. Durch das Freilegen des Parkgeländes wurde eine Sichtachse zur Stadt geschaffen, die viele Jahrzehnte verwildert war. Das ACZ-Gelände, das anliegend von der Stadt zum Park umgestaltet wurde, trägt einen großen Teil zur Einbindung des Schlosses in die Stadt bei. Nach dem Tod des Eigentümers übernahmen seine Frau und der gemeinsame Sohn den Besitz. Jene sind aktuell ohne Förderverein (der nach dem Ableben abgesetzt wurde) und versuchen, mit Hilfe von Fördermitteln (betreffen nur die Hülle des Hauses), das Anwesen ohne große Mittel vor dem Verfall zu bewahren.
2016 wurden die Freitreppe und das Dach der Terrasse mittels EU-Fördergeldern saniert. Dies trägt weiter dazu bei, das historisch wertvolle Gebäude für die nächsten Jahre zu sichern. Das benachbarte „Gut Isenschnibbe“ steht in diesem Jahr zum Verkauf und gehört ausdrücklich nicht mehr zum Schloss.

## Sagen
- Ludwig Bechstein: Isern-Schnibbe[4]